# Manoir du Bas-Cousse
Le manoir du Bas-Cousse est un manoir situé à Vernou-sur-Brenne (Indre-et-Loire) et inscrit aux monuments historiques le 14 avril 1947.